# کونکا د باربرا
کونکا د باربرا (به اسپانیایی: Cuenca de Barberá) یک منطقهٔ مسکونی در اسپانیا است که در Camp de Tarragona واقع شده‌است. کونکا د باربرا ۶۵۰٫۲ کیلومتر مربع مساحت و ۲۰٬۷۲۳ نفر جمعیت دارد.